# Cell phone novel
Con il termine cell phone novel, mobile phone novel o mobile book (in giapponese 携帯小説?, keitai shōsetsu; in cinese 手机小说S, shŏujī xiǎoshuōP) si indica un lavoro letterario originalmente scritto con un telefono cellulare via messaggi di testo. Il termine ha avuto origine in Giappone, acquistando molta popolarità nella prima metà degli anni duemila e diventando un vero e proprio genere letterario. Tuttavia, col tempo la sua popolarità ha varcato i confini giapponesi diffondendosi anche in Cina, negli Stati Uniti, in Germania e in Sudafrica.
I capitoli di solito sono composti da non più di 70-100 parole a seconda delle limitazioni dei caratteri imposte sui vari dispositivi. Le cell phone novel sono essenzialmente lette e scritte da giovani donne o adolescenti, e il genere ruota solitamente intorno ai problemi di coppia, relazioni sessuali, stupri, triangoli amorosi e gravidanze. Tuttavia, i romanzi sul cellulare stanno guadagnando popolarità in tutto il mondo su temi più ampi. Invece di essere pubblicati nella classica forma stampata, le cell phone novel vengono inviate direttamente al lettore tramite e-mail, SMS o tramite lettura online su dei siti di condivisione, capitolo per capitolo. Il più delle volte i nomi degli autori appaiono sotto nomi d'arte, pseudonimi o nick-name, pertanto, le loro identità sono raramente rese note.
Le cell phone novel giapponesi vengono scaricate e installate sul cellulare, girando sugli apparecchi tramite applicazioni Java. I romanzi vengono visualizzati sul cellulare attraverso tre tipi di formato: .wmld, .java e .txt. Il sito internet Maho i-Land è il più grande sito di condivisione di cell phone novel, nel quale sono contenuti più di un milioni di titoli di numerosi autori (soprattutto alle prime armi), tutti disponibili gratuitamente. Nel 2007, 98 cell phone novel sono state pubblicate in forma cartacea; una delle più popolari, Koizora, scritta da Mika, ricevette circa 12 milioni di visualizzazioni online, prima di essere trasposta in una serie televisiva, in un manga e successivamente in un film. Nello stesso anno cinque dei dieci romanzi divenuti best seller erano cell phone novel.

## Storia
Il fenomeno delle cell phone novel ha origine in Giappone agli inizi degli anni duemila, quando la prima opera letteraria su un cellulare viene composta da un giovane scrittore noto con lo con lo pseudonimo di Yoshi, il quale pubblica il suo primo romanzo per cellulare nel 2000. L'opera è nota come Deep Love: Ayu no monogatari, la quale, dopo il successo del romanzo, viene  trasposta in un film e in un dorama, dando vita a un florido franchise. In principio, la cell phone novel di Yoshi non viene pubblicata in un nessun sito di condivisione, ma piuttosto, viene inviata da lettore a lettore tramite e-mail e MMS, e attraverso il passaparola. Yoshi in seguito crea il suo primo sito internet grazie a un piccolo investimento, fornendo l'accesso alla sua opera ai telefoni di tutto il Giappone. Utilizzando varie campagne promozionali, come ad esempio volantini pubblicitari distribuiti per le strade, si rivolge agli studenti delle scuole superiori raccogliendo in poco tempo un enorme seguito di lettori.
In seguito, le case editrici e le agenzie editoriali approfittano anch'esse del fenomeno, creando siti web che permettono ai giovani aspiranti scrittori di esprimere se stessi online tramite i loro telefoni cellulari. Anche altre scrittori pubblicano le loro cell phone novel sotto forma di veri romanzi, come ad esempio If You di Rin, pubblicato dalla casa editrice Tohan, il quale ha venduto 500 000 copie in poche settimane; Chaco, che con What the Angel Gave Me ha venduto più di un milione di copie; e Mika, la cui opera, Koizora, è stata trasposta in un dorama, in un film e in un manga.
Il fenomeno, dopo essersi diffuso in Asia, Europa e Sudafrica, è sbarcato anche in Nord America grazie al sito Textnovel, il primo sito in lingua inglese di condivisioni di cell phone novel, il quale ha ottenuto più di 45.000 contatti dalla sua nascita.

## Diffusione e popolarità
Molti degli scrittori di cell phone novel sono studenti universitari. Data la loro giovane età, questi scrittori riescono a capire cosa è in grado di attirare l'attenzione dei giovani lettori sulle loro storie, incorporando nelle loro opere eventi comuni dell'adolescenza o elementi di tendenza della cultura giovanile. I romanzi per cellulari creano un mondo virtuale per gli adolescenti attraverso il telefono cellulare, o, più precisamente, tramite i messaggi di testo. Come nei videogiochi online, i lettori possono immedesimarsi in prima persona nella storia, e come nei manga, il linguaggio semplice e diretto è decisamente più assimilabile per una mente giovane.
Il romanzo cellulare è responsabile, soprattutto in Giappone, del cambiamento delle abitudini di lettura, in quanto i lettori non necessitano più di recarsi fisicamente in una libreria e acquistare un libro. Possono navigare online utilizzando il proprio telefono cellulare, scaricare un romanzo, e leggerlo sul proprio cellulare ovunque si trovino, in qualsiasi momento lo desiderino. Simile a l'e-book, una delle maggiori ragioni che ha reso popolare la cell phone novel è la sua mobilità e la possibilità di risparmiare del tempo.
Un sondaggio effettuato nel 2009 da parte del Mainichi Shinbun ha evidenziato che le cell phone novel sono diffuse principalmente tra le giovani donne tra i 10 e i 20 anni, in particolare l'86% frequentava la scuola superiore, il 75% le scuole medie e il 23% delle ragazze la scuola elementare.

## Caratteristiche e stili di scrittura
A causa delle spazio limitato per i caratteri dei cellulari per ogni singola e-mail, SMS o MMS, i capitoli delle cell phone novel non superano solitamente le 70-100 parole (solo in alcuni casi si raggiungono le 200), costringendo gli scrittori a utilizzare una scrittura minimalista, povera di descrizioni e incentrata sui dialoghi. Nonostante l'uso dei cellulari, è raro l'utilizzo dello slang tipico degli SMS, mentre è diffuso l'uso frequente della punteggiatura, un ricorrente utilizzo degli spazi, frasi brevi e un ritmo spedito.
Le trame, per lo più drammatiche, accompagnano il lettore e lo sorprendono con numerosi colpi di scena, mantenendolo sempre in attesa del nuovo capitolo. Il linguaggio è diretto, semplice e colloquiale; l'umore e i sentimenti dei personaggi, così come i pensieri, vengono solitamente lasciati all'immaginazione del lettore. La natura della scrittura, e l'esperienza di leggere un romanzo su un cellulare mentre si cammina o si viaggia, crea un'esperienza unica che permette, sia allo scrittore che al lettore, di avvicinarsi alla letteratura in un modo diverso, facendo dell'interattività tra essi la caratteristica principale di queste opere.

## Controversie
Le principali critiche rivolte alle cell phone novel riguardano i contenuti (sesso, stupri, gravidanze, bullismo), solitamente non ritenuti adatti ad un pubblico giovane. Un insegnante di scuola elementare scrisse una recensione su Koizora, definendo il romanzo un «crimine mediatico» e suggerendo che la storia (che parla di una ragazza impegnata in una difficile relazione con un giovane delinquente) potesse indurre alcune dodicenni a fantasticare di essere violentate da un uomo e successivamente innamorarsi di esso.
Gli appassionati di questo genere letterario vengono solitamente etichettati come yutori (ゆとり?), slang che si riferisce a coloro che sono incapaci di leggere, scrivere o pensare al pari dei loro coetanei a causa di un "apprendimento lento". Il termine deriva da yutori-kyōiku (ゆとり教育?), politica adottata negli anni novanta dal governo giapponese per ridurre la pressione sugli studenti.